# Picnoseus xanthopterus
Picnoseus xanthopterus is een keversoort uit de familie van oliekevers (Meloidae). De wetenschappelijke naam van de soort is voor het eerst geldig gepubliceerd in 1870 door Gemminger.